# CNTIC VPower Global
CNTIC VPower Global— танкер для перевезення зрідженого природного газу (ЗПГ). Певний час використовувався як плавуче сховище на терміналі для прийому ЗПГ.
Судно, яке на етапі спорудження носило назву Qi Yuan, замовила на верфі групи Cosco Shipping Heavy Industry у Даляні компанія Dalian Inteh Group. Втім, замовник у підсумку не зміг виконати узятих на себе фінансових зобов’язань, тому верф продала корабель компанії CNTIC VPower. Остання потребувала малий ЗПГ-танкер для свого м’янмарського проекту та перейменувала судно на CNTIC VPower Global.
Танкер має резервуари для зберігання зрідженого газу загальною ємністю 28 260 тис. м3. Силова установка базується на двопаливному двигуні фінської компанії Wartsila, що розрахований на споживання як рідкого палива, так і газу. Пересування до місця призначення здійснюється зі швидкістю до 16 вузлів.
Судно завершили у січні 2020-го, а в травні того ж року воно прийняло у Малайзії перший вантаж ЗПГ та прибуло на термінал Танхльїн. Тут його основним призначенням мало бути виконання човникових рейсів між великим ЗПГ-танкером, який не може зайти до річки Янгон та плавучим сховищем ЗПГ. Втім, останнє (так само як і постійний причал) ще не було готове, а термінал бажали ввести у дію якнайшвидше. Тому CNTIC VPower Global ошвартували у тимчасової платформи і протягом кількох місяців судно виконувало функцію плавучого сховища, тоді як човникові рейси поклали на інші малі ЗПГ-танкери. На початку 2021-го постійне плавуче сховище CNTIC VPower Energy вже було на місці служби, так що CNTIC VPower Global могло перейти до виконання основних обов’язків.
Невдовзі у М’янмі стався військовий заколот, що призвело до погіршення економічної ситуації та валютної кризи. Як наслідок, у липні 2021-го термінал був змушений припинити роботу через неможливість закупівлі ЗПГ. Як засвідчують дані геоінформаційних систем, після цього CNTIC VPower Global перейшло до виконання рейсів як звичайний ЗПГ-танкер, наприклад, у Карибському басейні.